# Luci Sergi Paulus (cònsol 168)
Luci Sergi Paulus (en llatí: Lucius Sergius Paulus) va ser un magistrat romà que va viure al segle ii. Formava part de la gens Sèrgia.
Va ser cònsol romà l'any 168 juntament amb Luci Venuleu Apronià durant el regnat de Marc Aureli. Aquell mateix any va ser prefecte de la ciutat. En acabar el mandat va ser nomenat procònsol de la província d'Àsia. L'esmenten els Fasti.